# Батталгази
Батталгази (тур. Battalgazi) — город и район в провинции Малатья (Турция).

## История
Ранее город носил название Эскималатья («Старая Малатья», арм. Հին Մալաթիա, Хин Малатия). В 1988 году он был переименован в честь Баттал-гази — мусульманского воина и святого, жившего в VIII веке.